# Erich A. Bardon
Erich Adolf Bardon, född 22 september 1901 i Stanislau, död 19 juli 1957 i Enskede, var en konstnär som målade mest figurativt, akvareller, oljemålningar och grafik (etsningar och kopparstick).
Han var verksam i Dresden 1923–1947, Goch am Rhein 1947–1950 och i Sverige 1950–1957. Han besökte Sverige flera gånger åren 1926–1930 och flyttade till Stockholm 1950. Han deltog i flera utställningar i Dresden med omnejd under 1930-talet och efter kriget 1946. Han var född i Stanislau i det som då var det österrikiska kronlandet Galizien. Han härstammade från 1700-talsmålaren Michel-François Dandré-Bardon från Aix-en-Provence, som bland annat var stiftare av konstakademien i Marseille och senare lärare vid akademien i Paris.

## Studier
Erich A Bardon studerade konst i Dresden, först grafik på Staatliche Akademie für Kunstgewerbe 1920–1923 och sedan måleri vid konsthögskolan Staatliche Hochschule für bildende Künste (HfBK) 1924–1928; hos professorerna Ferdinand Dorsch, Max Feldbauer, Otto Gussmann och Otto Hettner. Flera stipendier möjliggjorde studieresor till Polen, Tjeckoslovakien, Österrike, Frankrike och Sverige. Erich A Bardon målade även i Italien och Grekland/Kreta. Från 1947 var Bardon bosatt i Goch am Niederrhein i nordvästra Tyskland, där han även anlitades för att göra vinetiketter. Hans akvareller finns även i Storbritannien.

## Utställning i Stockholm
Bardon flyttade 1950 med familj till Stockholm för att få möjlighet att utveckla sitt konstnärskap. Redan i slutet av 1950 anordnades en första separatutställning vid Norrmalmstorg med ett 70-tal målningar, där i stort sett alla såldes. Utställningen innehöll akvareller, oljemålningar och etsningar med motiv från Sicilien, Rimini, Kreta, Lago di Garda, Dresden och Goch am Niederrhein och flera motiv i Stockholm, t.ex. Molins fontän, Stadshuset, operan, Riddarholmen, slottet, Storkyrkan och Stadshuset.

## Brett konstnärskap
I Bardons konstnärskap finns natur- och stadsmiljöer, stilleben och porträtt men även abstrakta motiv. I hans grafiska produktion finns t.ex. den i Tyskland kända byggnaden Zwinger i Dresden (där det idag inryms flera konstmuseer) och en grafisk bild med alla påvar genom i historien. Från 30-talet finns även en period med mörkare motiv med människor i förvridna uttryck, kanske en föraning om vad som var på gång i Tyskland. I Staatliche Kunstsammlungen Dresden finns en av Bardons tidiga litografier, "Dalai Lama" . Från ett tidigt besök i Stockholm 1926 finns i Kungliga Bibliotekets samlingar en reklambild/affisch som Bardon gjorde på uppdrag av NK.
Våren 1955 fanns Erich A. Bardon bland de sökande till chefspostens på Valands konsthögskola i Göteborg.
Under 1950-talet målade Bardon flera motiv från Stockholm, stilleben samt en samling kallad "Paradiset", tio målningar med olika fantasifulla motiv föreställande paradiset.

## Galleri

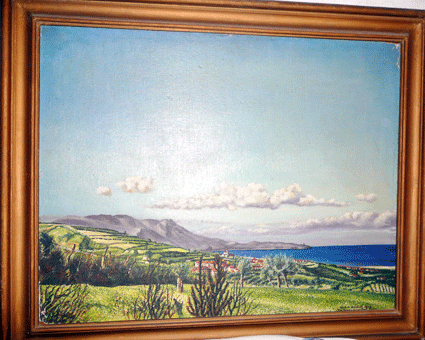
Italiensk vy med havet, stranden och berg i bakgrunden. Målad i olja.
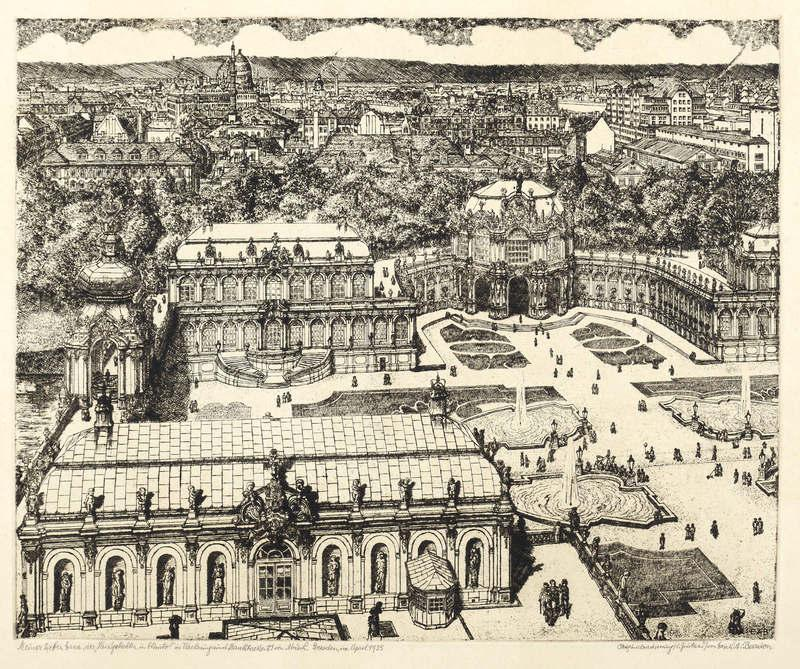
Byggnaden Zwinger 1935. Rymmer numera konstmuseer. Erich A. Bardon. I bakgrunden dåvarande tobaksfabriken med torn, byggd som orientalisk byggnad.
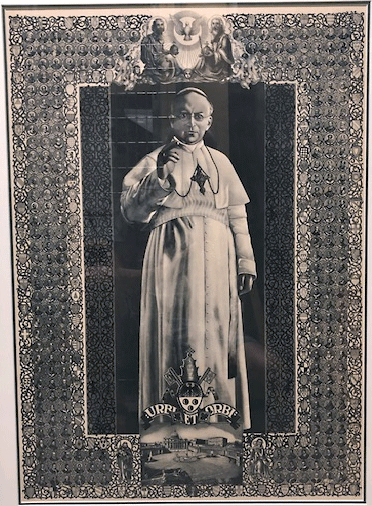
Påven Pius XI i helfigur och ansikte på alla påvar före honom. Kopparstick av Erich A Bardon 1939.

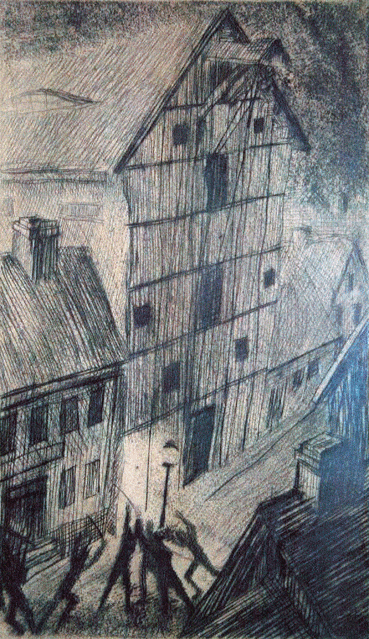
Gatubråk i trång gränd. Svartvit. Erich A Bardon, 1930-talet.
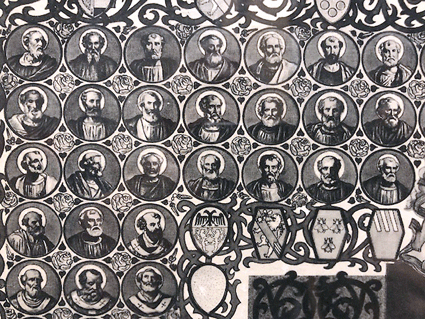
Detalj från stora påvebilden. Historiska påvar. Erich A Bardon 1939.